# Pod woj sobak
Pod woj sobak (ros. Под вой собак) – siódmy album studyjny białoruskiego zespołu punk rockowego Daj Darogu!, wydany 22 października 2020 roku. Płyta zawiera 18 utworów, w tym wszystkie piosenki opublikowane przez zespół jako single od wydania poprzedniego albumu (niektóre z nich w nowych aranżacjach). Zespół podejmuje na niej zarówno typową dla siebie tematykę społeczną z nutą ironii czy satyry, ale także wyraźnie opowiada się przeciwko reżimowi Alaksandra Łukaszenki i krytykuje jego przedstawicieli. Album miał początkowo nosić nazwę Niet na was mientow, ale pod wpływem wydarzeń po wyborach prezydenckich na Białorusi w sierpniu 2020 roku muzycy uznali ją za nieodpowiednią.

## Lista utworów
| Nr  | Tytuł utworu               | Oryginalna pisownia tytułu | Długość |
| --- | -------------------------- | -------------------------- | ------- |
| 1.  | „Kartocha”                 | «Картоха»                  | 2:02    |
| 2.  | „Niet na was mientow”      | «Нет на вас ментов»        | 3:22    |
| 3.  | „Pomogi”                   | «Помоги»                   | 4:12    |
| 4.  | „Diskotieka”               | «Дискотека»                | 2:49    |
| 5.  | „Uwoltie”                  | «Увольте»                  | 4:06    |
| 6.  | „Chołodilnik”              | «Холодильник»              | 2:51    |
| 7.  | „Połowina”                 | «Половина»                 | 3:53    |
| 8.  | „Morie pozitiwa”           | «Море позитива»            | 3:49    |
| 9.  | „W aktiwnom poiskie”       | «В активном поиске»        | 4:07    |
| 10. | „Baju-baj”                 | «Баю-бай»                  | 4:04    |
| 11. | „Nie wieru”                | «Не веру»                  | 3:51    |
| 12. | „Bomżara”                  | «Бомжара»                  | 3:24    |
| 13. | „Pod woj sobak”            | «Под вой собак»            | 2:33    |
| 14. | „Goł”                      | «Гол»                      | 3:05    |
| 15. | „Swincowyj koniec kołduna” | «Свинцовый конец колдуна»  | 3:58    |
| 16. | „Żara i morie”             | «Жара и море»              | 3:36    |
| 17. | „Ja budu tiebia żdat'”     | «Я буду тебя ждать»        | 5:20    |
| 18. | „Nowogodniaja”             | «Новогодняя»               | 3:45    |
|     |                            |                            | 1:04:47 |

## Twórcy
- Juryj Stylski – wokal, gitara, muzyka i teksty
- Alaksandr Zakrżeuski – gitara basowa
- Illa Cieraszczuk – perkusja
- Roman Marczuk – klawisze
- Wasil Strecha – trąbka
- Alex Haze – mastering, zapis
- Barys Tabaczkouski – producent wykonawczy, animacja
- Hanna Kruk – artysta[4]